# Mujnak
Mujnak (uzbecky: Moʻynoq/Мўйноқ, karakalpacky: Moynaq/Мойнақ, rusky: Муйнак/Mujnak) je město na severu uzbecké autonomní republiky Karakalpakstán. Dříve to byl námořní přístav na Aralském jezeře, dnes je vzdálen 150 km od vody, a proto je destinací katastrofického turismu. Je také místem konání největšího festivalu elektronické hudby ve střední Asii.

## Historie
Mujnak, kdysi rušná rybářská obec a jediné přístavní město Uzbekistánu s desítkami tisíc obyvatel, je dnes vzdálen desítky kilometrů od rychle ustupujícího pobřeží Aralského jezera. Rybolov byl vždy součástí ekonomiky regionu a Mujnok se stal centrem průmyslového rybolovu a konzervárenství. Odklonění řek Amudarja a Syrdarja sovětskou vládou v 60. letech 20. století však narušilo přítok vody do Aralského jezera, což způsobilo, že velká část jezera vyschla, a oblast tak byla vystavena hospodářskému kolapsu. Regionální zemědělská monokultura pod sovětským vedením, které dominovala produkce bavlny, odváděla vodu z přítoků do zavlažování, což mělo za následek vážné znečištění způsobené odtokem zemědělských chemických látek. To následně vedlo k odpařování vody z jezera a extrémnímu zvýšení salinity zbývající vody, která se tak stala toxickou, což vedlo k ekologické katastrofě.
Hlavní atrakcí Mujnaku je armáda rezavějících lodí, které kdysi tvořily rybářskou flotilu v sovětské éře, a malé muzeum věnované dědictví Mojnoku jako centra rybářského průmyslu. Toxické prachové bouře, které silné větry zvedají přes vysušené a znečištěné mořské dno, mezi několika málo obyvateli, kteří se rozhodli zůstat, většinou etnickými Karakalpaky, způsobují množství chronických i akutních onemocnění. Počasí už není mírněno jezerem, a tak je nyní město vystaveno horkým létům a chladnějším zimám, než je obvyklé.

## Kultura
Na severním konci Mujnaku mezi rezavějícími vraky bývalé rybářské flotily se nachází památník Aralského jezera. Tento hřbitov lodí je připomínkou hospodářského dopadu zmenšování Aralského jezera.
V Muzeu Mujnaku jsou vystaveny obrazy a fotografie města z dob jeho největšího rozkvětu. Exponáty dokládají bohatství a význam tohoto místa nejen díky rybolovu, ale i dalším průmyslovým odvětvím, jako je chov kožešinových zvířat a výroba rohoží.
Stihia Festival, největší festival elektronické hudby ve střední Asii, se v Mujnaku koná každoročně od roku 2018. Akce, kterou Vice Media popsali jako „techno rave na hřbitově opuštěných lodí“, se v roce 2019 zúčastnilo 10 000.
Stihia znamená „nezastavitelná síla přírody“ a odkazuje jak na ekologickou katastrofu v Aralském jezeře, tak na sílu hudby, která dokáže spojovat lidi. Na festivalu spolupracují hudebníci, umělci, vědci, technici a podnikatelé. Souběžně s hudební akcí se koná série přednášek o umění, vědě a technologiích Stihia N+1.

## Fauna
Ve volné přírodě v okolí Mujnaku se stále vyskytují sajgy. Přestože migrují ve velkém počtu, jsou sajgy zranitelné, protože jsou loveny pro maso a průsvitné rohy samců jsou cenné v tradiční čínské medicíně.
Mujnak leží na migračním koridoru ptáků letících na Sibiř a zpět a brakické vody mezi Mujnakem a Aralským jezerem jsou vhodným místem pro pozorování ptáků. V oblasti je možné spatřit přibližně 230 druhů ptáků, z nichž přibližně polovina hnízdí v mokřadu Sudočje, který je mezinárodně uznávaným významným ptačím územím (IBA). Z těchto druhů je 24 vzácných nebo zranitelných a 13 z nich je na Červeném seznamu IUCN. Patří mezi ně i kriticky ohrožený koliha tenkozobá.

## Galerie

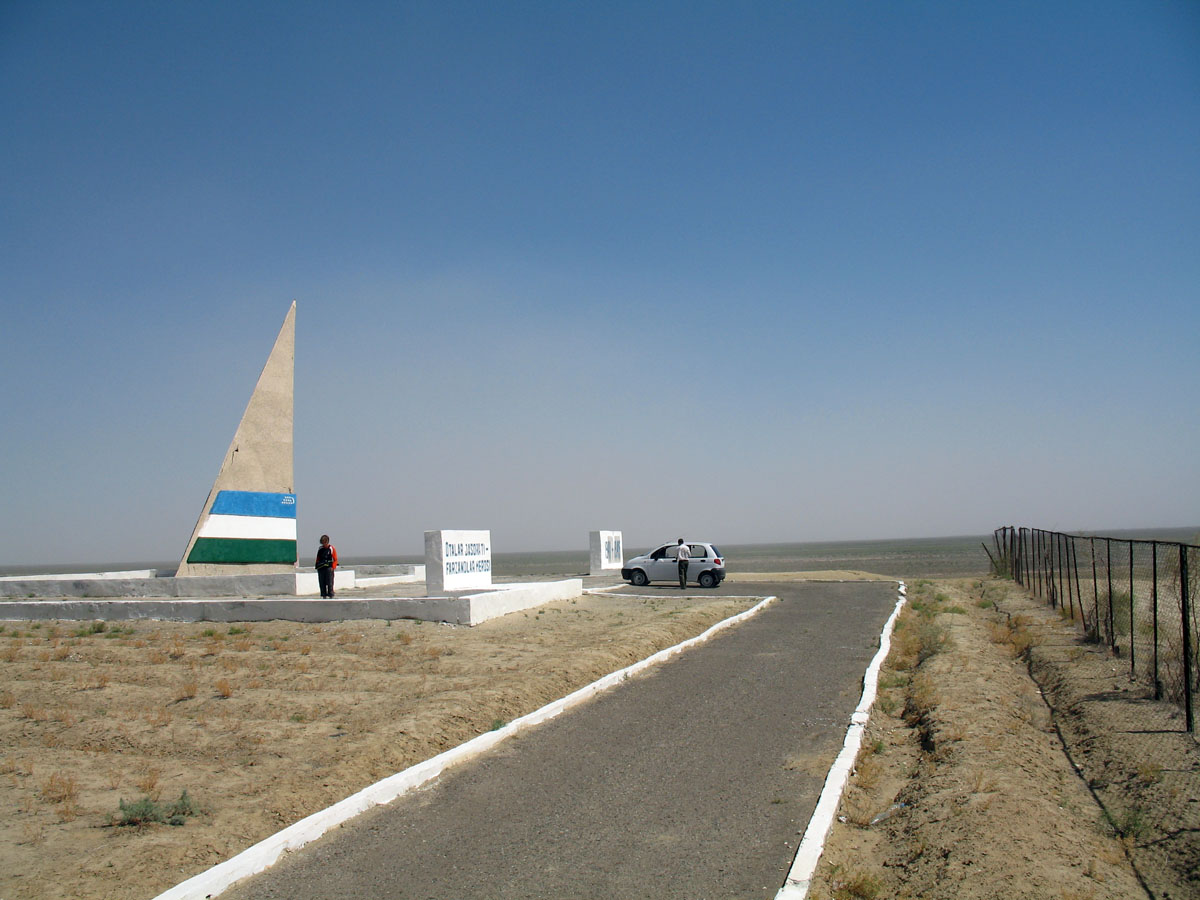
Památník Aralského jezera
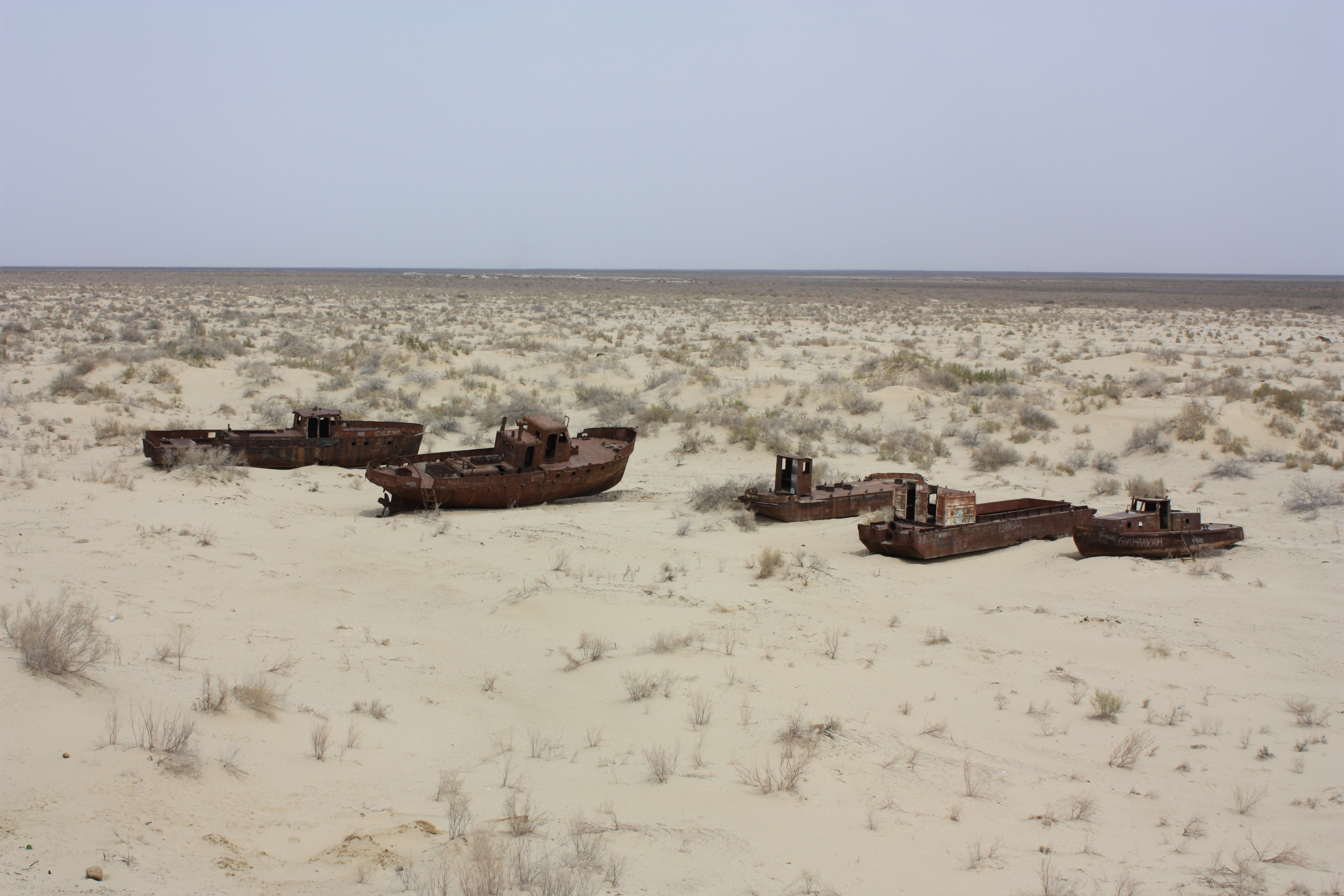
Lodě na vysušeném mořském dně
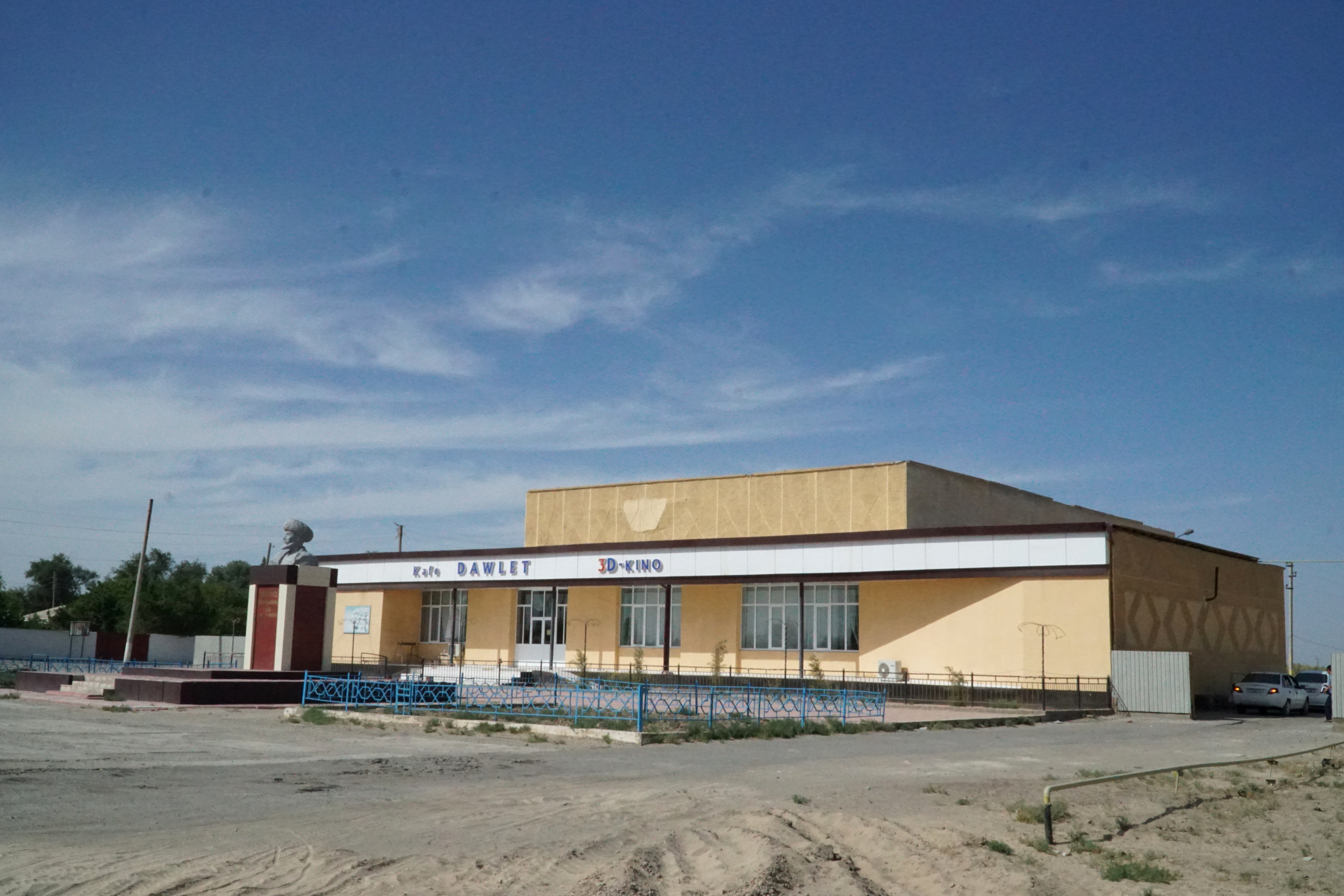
Městská kavárna a kino
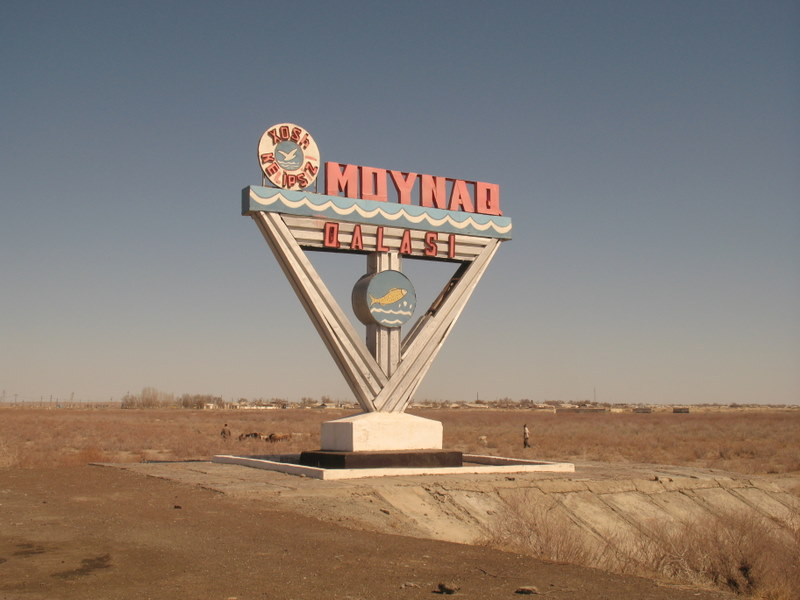
Příjezd do města